# 今村等
今村 等（いまむら ひとし、1892年〈明治25年〉3月23日 - 1979年〈昭和54年〉11月1日）は、日本の政治家。衆議院議員（4期）。労働運動家。

## 経歴
熊本県玉名郡八嘉村（現:玉名市）出身。今村畑喜の長男として生まれた。小学校卒業後、炭鉱夫として働き、友愛会に入る。1920年（大正9年）香焼炭鉱争議を指導し、検挙され投獄される。出獄後の1929年（昭和4年）日本大衆党から長崎市会議員となる。その後は国家社会主義に転向し、長崎県会議員となる。1945年（昭和20年）8月、長崎市への原子爆弾投下により被爆し、長女が死亡した。
1946年（昭和21年）第22回衆議院議員総選挙で長崎県から日本社会党公認で立候補して初当選。翌1947年（昭和22年）第23回衆議院議員総選挙でも再選された。しかし、再選直後、同年5月1日に公職追放となり、同年7月11日に議員を退職した。1951年（昭和26年）に追放解除。追放解除後の1952年（昭和27年）第25回衆議院議員総選挙で右派社会党から立候補したが落選。翌年の総選挙でも落選。1955年（昭和30年）第27回衆議院議員総選挙で当選した。1960年（昭和35年）民主社会党が結成されるとこれに参加。同年の第29回衆議院議員総選挙で落選。その後は2回続けて立候補したが落選し、政界から引退した。
1966年（昭和41年）4月の春の叙勲で長年の労働運動、政治運動の功により勲三等に叙され、旭日中綬章を受章する。
1979年11月1日、死去した。87歳没。同月13日、特旨を以て位記を追賜され、死没日をもって正五位に叙された。

## 伝記
- 『今村等伝一反骨の八十八年』全国石炭鉱業労働組合内「今村等伝」刊行委員会 1980年